# 慰安婦詐欺清算連帯
慰安婦詐欺清算連帯（いあんふさぎせいさんれんたい）は、2022年1月に結成された、慰安婦像の撤去などを求める韓国の市民団体である。

## 概要
2022年1月に結成。慰安婦問題の「嘘」を正すことを目的とする。辺真一が寄稿した記事によると、韓国最大の慰安婦支援団体「日本軍性奴隷制問題解決のための正義記憶連帯」に対抗して立ち上げられ、また「『ベルリン慰安婦像』の撤去を求めている日本は岸田文雄首相が4月に訪日したドイツのショルツ首相に撤去に向け協力を要請していたことから韓国内には『慰安婦詐欺清算連帯』一行の『ドイツ遠征』と日本との関連を指摘する向きもある」とされている。ベルリン慰安婦像撤去の主張に関しては以下で述べる。

## 行動

### 2022年6月、ベルリンでの街頭集会

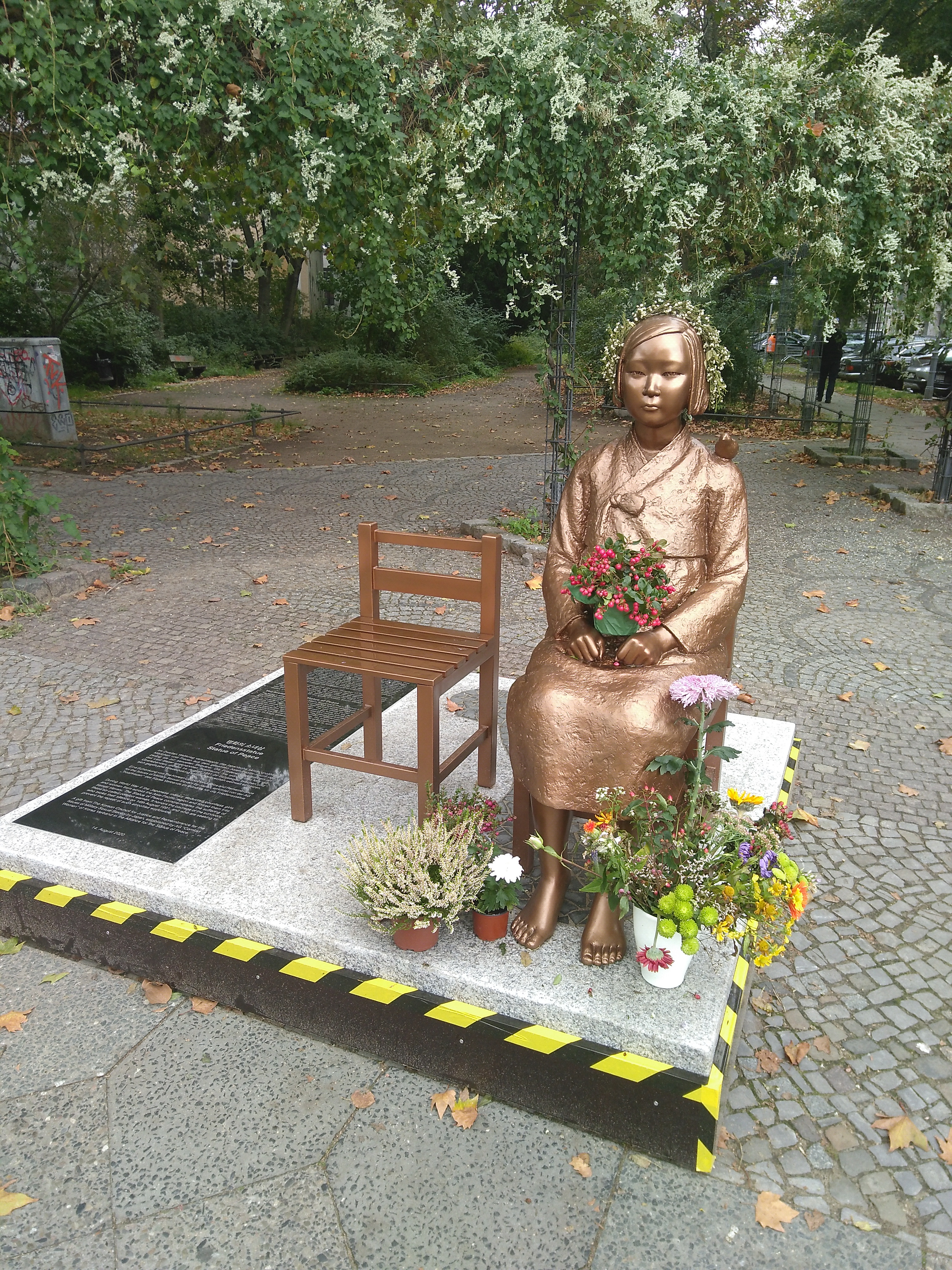
同団体が実際に撤去を求めたベルリンミッテ区の慰安婦像。

同年6月25日、同団体の代表朱玉順、『反日種族主義』の共同著者李宇衍、歴史学者金柄憲及び、彼らの通訳を担当したジャーナリストの吉田賢司の4人がドイツ・ベルリンを訪れ、現地ミッテ区の慰安婦像（平和の少女像）の撤去を求める街頭集会を開いた。3人は「慰安婦詐欺もうやめよ!（Stop Comfort Women Fraud!）」と書いた横断幕を掲げた。
この動きに対しては多くの反発が見られた。
同団体訪問前に、当該慰安婦像は現地活動家らによって「保護テント」で覆われ、また反発する韓国系の活動家ら約60人が対抗して当該慰安婦像の向かいで集会を開き、ドイツ語及び韓国語で「家に帰れ」「さらに学んで」などの非難の言葉を浴びせた。一部が暴力をふるい、衝突するまでに発展した。
批判意見は以下の通り。
- コリア協議会の韓静和は、「韓国極右の人々が少女像撤去のためにドイツを訪問するのは今回が初めて」とした上で「（ミッテ区の公務員も）最初は信じられないと言って『このグループを知っているか』と聞いてきた」ことを明らかにした[7]。

- 国民の力のイ・テギュは、韓国国会本庁で開かれた最高委員会議で「荒唐なデモ」と表現し、「デモと表現の自由は尊重するが、あの方々が大韓民国の国民なのか日本極右団体の会員なのか疑問を呈したい」「正義を叫びながら裏では慰安婦被害者の支援金を横取りする人々と、被害者の方々の人生を傷つける人々は口論の場から追放しなければならない」「未来の子どもたちの健全な歴史観の形成や未来の韓日関係に足かせになるだけだ」などと批判した[8]。
- 世宗大学教授の保坂祐二は、自身が出演したラジオで「韓国の保守団体がドイツで慰安婦少女像の撤去に向けデモを行ったが、日本の世論はどうか」という質問に対し、「日本国内では応援のコメントが見えた」「日本極右とかかわっている韓国極右勢力がそこに行ったと理解している」と述べ、「ドイツ内でも時々ナチを称賛する人々がいるが、公的場所で行えば逮捕される」のだから「韓国も歴史不正勢力の行動を韓国内では法で禁止する法案を早急に成立させるべきだと考える」と主張した[9]。